# 三氧化二锑
三氧化二锑（化学式：Sb2O3）是一种无机化合物。天然产物称锑华，俗称锑白。

## 结构
三氧化二锑是白色立方晶系晶体，分子组成为Sb4O6，具有四面体构型，键长为（Sb-O）220pm±10pm。在570℃转变为正交晶系，为三角锥形无限链状结构，键长（Sb-O）200pm，键角（∠OSbO）81°、93°、99°。

## 性质

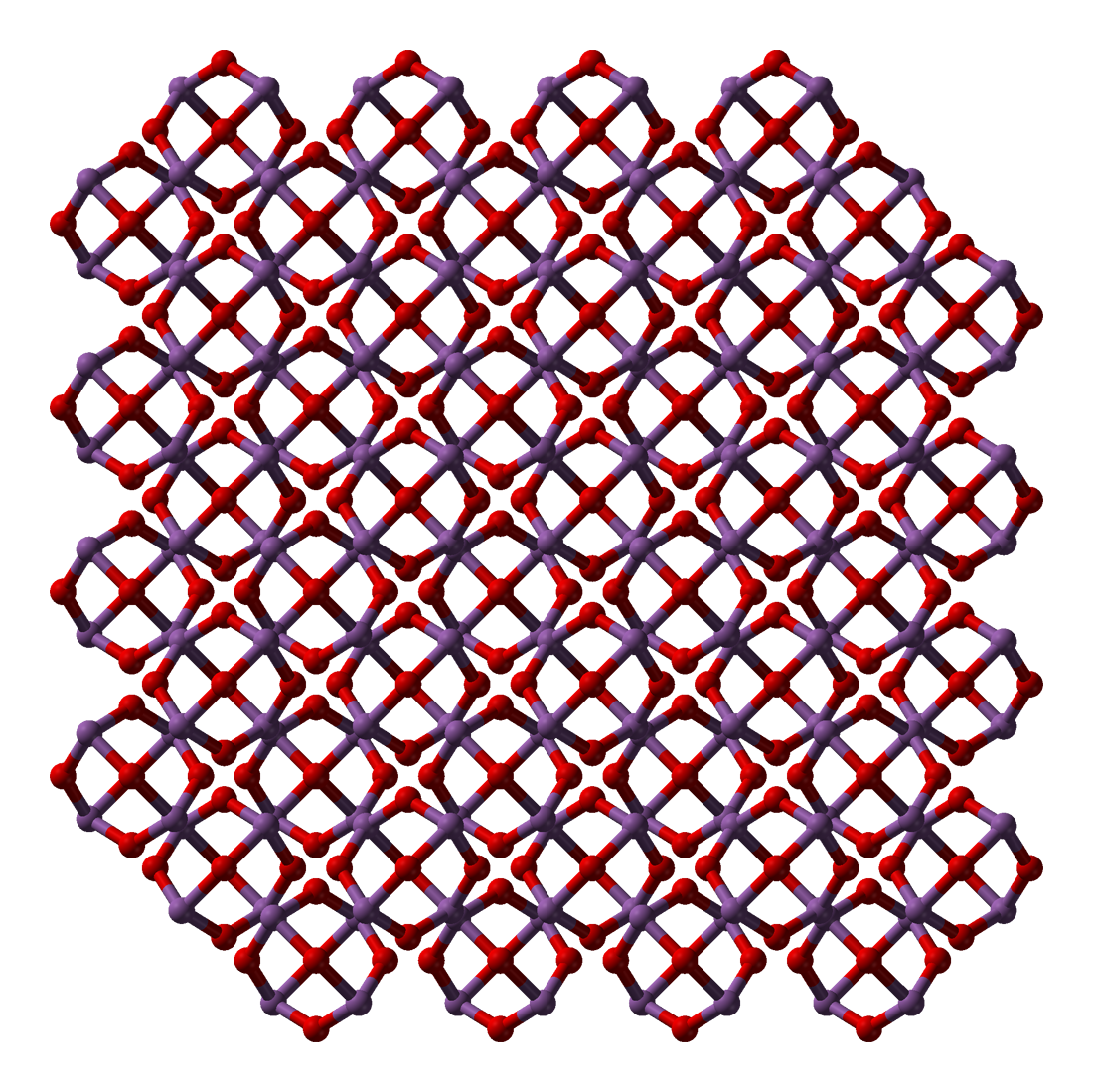
三氧化二锑晶体结构

### 物理性质
三氧化二锑的密度是5.19g/cm3（立方晶系），5.7g/cm3（正交晶系），沸点为1425°C，难溶于水。

### 化学性质
三氧化二锑可溶于浓酸或碱金属氢氧化物溶液。
Sb2O3 + 6 HCl → 2 SbCl3 + 3 H2O
也可以溶于酒石酸或酒石酸钾：
Sb2O3 + 2 KHC4H4O6 —煮沸→ 2 K(SbO)C4H4O6 + H2O

和碳酸钠反应，产生NaSbO2，并放出二氧化碳。
高温下可以被碳还原：
Sb2O3 + 3 C —高温→ 2 Sb + 3 CO

## 制法
三氯化锑SbCl3加水生成Sb4Cl2O5：
{\displaystyle \ 4SbCl_{3}+5H_{2}O\to Sb_{4}Cl_{2}O_{5}+10HCl}
再加碳酸钠Na2CO3溶液，然后在500°C加热即可：
{\displaystyle \ Sb_{4}Cl_{2}O_{5}+Na_{2}CO_{3}\to 2Sb_{2}O_{3}+CO_{2}+2NaCl}
除了以上方法之外，还有更直接的方法：在空气中灼烧锑或三硫化二锑(Sb2S3)，都能得到氧化锑(III)。
{\displaystyle \ 4Sb+3O_{2}\to 2Sb_{2}O_{3}}
{\displaystyle \ 2Sb_{2}S_{3}+9O_{2}\to 2Sb_{2}O_{3}+6SO_{2}}
让水蒸气和红热的锑反应亦能得到氧化锑(III)。

## 用途
白色颜料、油漆和塑料中间加入起颜料和阻燃的作用。